# Vremja
Vremja (ryska: Время, "Tid") är ett ryskt nyhetsprogram som sänds i Pervyj Kanal.
Sovjetiska Vremja sändes från 1968 till 1991 och var Sovjetunionens viktigaste nyhetsprogram. Pervyj Kanal ("Första Kanalen") återupptog 1994 namnet med sitt nyhetsprogram Vremja.